# Mozilla Fennec
Firefox for Android (Firefox för Android), tidigare känt under kodnamnet Fennec, är en Gecko-baserad webbläsare för mobiltelefoner och andra mobila enheter. Webbläsaren är utvecklad av Mozilla Foundation.
Fennec är tillgänglig i stabil version för Maemotelefonen Nokia N900 samt surfplattorna N810 och N800. Fennec befinner sig i alfaversion för Windows Mobile 6 eller senare och i pre-alfa för Android 2.0 eller senare. Tidigare versioner av dessa operativsystem stöds inte. Mozilla har inga planer för en Iphone-version av Fennec (Apples utvecklaravtal förbjuder det).

Vid lanseringen av Fennec fick Mozilla inspiration av rävdjuret fennek (fennec på engelska), även kallat ökenräv.